# マジカル・ガール
『マジカル・ガール』は、2014年のスペインのサスペンス映画（ネオ・ノワール）。脚本・監督はカルロス・ベルムト、出演はルイス・ベルメホとバルバラ・レニーなど。日本のテレビアニメ「魔法少女ユキコ」（架空の魔法少女物アニメ）にあこがれる少女をめぐる物語である。
2014年のトロント国際映画祭とサン・セバスティアン国際映画祭で上映された。サン・セバスティアン国際映画祭では作品賞（コンチャ・デ・オロ）と監督賞を受賞した。第2回フェロス賞ではドラマ部門作品賞とスリラー部門作品賞（ともに作品部門の最優秀賞）、監督賞や脚本賞を含む8部門にノミネートされ、脚本賞を含む4部門で受賞した。第29回ゴヤ賞では作品賞・監督賞・脚本賞を含む7部門にノミネートされ、バルバラ・レニーが主演女優賞を受賞した。
日本での予告編には長山洋子のデビュー曲『春はSA・RA SA・RA』（フィンランドの歌手Einiによる『Kiitavan hetken hurma』のカバー曲）が使用された。「魔法少女シリーズの主題歌として印象に残る歌」として劇中でも使用されている。

## ストーリー
日本のアニメ『魔法少女ユキコ』に憧れる12歳の少女アリシアは、白血病であった。アリシアの父ルイスは、娘の秘密の願いノートを見つける。ノートを開くとそこには「魔法少女ユキコが着るドレスを着て踊ってみたい」と書いてあった。さらにページをめくると「13歳になりたい」の文字が。死期を悟る娘にショックを受けるルイス。ネットで検索したルイスは、そのドレスが有名デザイナーの手による一点モノの大変高価なコスチュームであることを知る。失業中で金の無いルイスは娘の願いを叶えようと大切にしていた小説の蔵書をすべて売り払うが、とても足りない。アリシアはラジオ局に「パパがそばにいてくれるだけで、病気のつらさもいやじゃない」という本当の願いを書いた手紙を送っていたが、金策に走り回るルイスはその放送を聞き逃してしまう。娘への愛の余りにルイスは強盗を決意し宝飾店のウインドウガラスを石で叩き割ろうとするが、頭上から降ってきた嘔吐物により一線を越えずに済む。
嘔吐物は、階上に住む既婚女性バルバラが酒と睡眠薬で体調を崩した末に吐いたものだった。彼女は精神科医である夫のアルフレードに管理されていたが、孤独に打ちひしがれ常に寂しさを抱えていた。バルバラはルイスに詫び、汚した衣服の洗濯のため家に招き入れる。やがて孤独感と寂しさからふたりは男女の関係を持つが、翌日、ルイスは「不倫を夫にバラされたくなければ金を出せ」とバルバラを脅す。バルバラはやむを得ず旧友アダを訪ねて、「一夜の仕事」を紹介してもらい、金を用立てる。
ルイスは脅迫の金でコスチュームをアリシアにプレゼントするが、娘がドレスの入った箱の底に何かを探すそぶりを見て取る。ネットの情報から『足りない何か』が、ドレス以上に高価な「魔法のステッキ」であることを突き止めたルイスは、バルバラを更に脅迫する。バルバラは期限内に要求を果たすため、アダの制止もきかず、危険な仕事に手を出す。
一方、刑務所から出てきた元教師の男ダミアンは、惹かれていた教え子のバルバラがボロボロになって倒れているのを発見する。バルバラを保護し、訳を知ろうとするダミアン。バルバラは、全ての元凶であるルイスを恨み、復讐するため、「ルイスから脅迫と性的暴行を受けた」とダミアンに嘘の告白をする。ダミアンはルイスを尾行し、酒場で彼に詰め寄ると、「バルバラへの強姦を公表されたくなければ、ここで俺を殺して服役しろ」と脅し、銃を渡そうとする。脅迫はしたが強姦などしていないルイスは、セックスは合意のもののみで、その時の不倫の様子も証拠として携帯電話に録音してある事をダミアンに説明する。ダミアンは、レイプよりむしろ合意のセックスがあったことに強いショックを受ける。バルバラが相手を拒絶し抵抗するも蹂躙されてしまう以上に、ルイスがひとりの男性としてバルバラに受け入れられていた事実が許せなかった。ダミアンは銃を手に取るとルイスを殺し、その場に居る酒場の店長と店員も射殺。不倫の証拠隠滅を図るためにルイスの家に向かう。家の中に足を踏み入れると、突如「魔法少女ユキコ」のテーマソングが大音量で鳴り響き、ユキコのドレスとステッキをまとった姿をルイスに見せようと待っていたアリシアと鉢合わせする。ダミアンは携帯電話の回収を済ませると、言葉を発しないままただ睨みつける視線に耐えきれなくなったかのようにアリシアも殺害。ルイスの家を後にし、バルバラの入院する病室に顔を出すと「不倫を含めた全ての問題を解決した」とバルバラに告げる。

## キャスト
- ダミアン: ホセ・サクリスタン
- バルバラ: バルバラ・レニー
- ルイス: ルイス・ベルメホ（スペイン語版）
- アルフレード: イスラエル・エレハルデ（スペイン語版）
- アリシア: ルシーア・ポリャン
- アダ: エリサベット・ヘラベルト
- オリベル: ミケル・インスーア
- アデーラ: テレサ・ソリア・ルアーノ（スペイン語版）
- ハビエル: ダビド・パレハ
- ラウラ: エバ・リョラッチ（スペイン語版）
- ペポ: ハビエル・ボテット
- 心理学者: ロレーナ・イグレシアス
- マリソル: マリソル・メンブリーリョ（スペイン語版）
- 運転手: フリオ・アロホ
- 店主: アルベルト・チャベス
- 宝石店員: フリアン・ヘニソン
- 少女時代のバルバラ: マリーナ・アンドルッチ
- 赤ちゃん: マリーア・マルティン・クエバス

## 受賞
第62回サン・セバスティアン国際映画祭
| 部門   | 対象               | 結果 |
| ------ | ------------------ | ---- |
| 作品賞 |                    | 受賞 |
| 監督賞 | カルロス・ベルムト | 受賞 |

第2回フェロス賞
| 部門               | 対象               | 結果       |
| ------------------ | ------------------ | ---------- |
| ドラマ部門作品賞   |                    | ノミネート |
| 監督賞             | カルロス・ベルムト | ノミネート |
| 脚本賞             | カルロス・ベルムト | 受賞       |
| 主演男優賞         | ルイス・ベルメホ   | ノミネート |
| 主演女優賞         | バルバラ・レニー   | 受賞       |
| 助演男優賞         | ホセ・サクリスタン | 受賞       |
| スリラー部門作品賞 |                    | ノミネート |
| ポスター賞         |                    | 受賞       |

第29回ゴヤ賞（2015年2月）
| 部門       | 対象                   | 結果       |
| ---------- | ---------------------- | ---------- |
| 作品賞     |                        | ノミネート |
| 監督賞     | カルロス・ベルムト     | ノミネート |
| 脚本賞     | カルロス・ベルムト     | ノミネート |
| 主演男優賞 | ルイス・ベルメホ       | ノミネート |
| 主演女優賞 | バルバラ・レニー       | 受賞       |
| 助演男優賞 | ホセ・サクリスタン     | ノミネート |
| 新人男優賞 | イスラエル・エレハルデ | ノミネート |